# Bleke dennenschotelkorst
Bleke dennenschotelkorst (Lecanora strobilina) is een korstmos uit de familie Lecanoraceae. Hij groeit op bomen in symbiose met de alg Trebouxia.

## Verspreiding
Hij wordt verspreid over Noord-Amerika en de Middellandse Zee, maar heeft zich gevestigd in Zuid-Amerika en de Galapagos.
In Nederland is bleke dennenschotelkorst zeer zeldzaam. Hij is niet bedreigd en staat niet op de rode lijst.

## Taxonomie
Bleke dennenschotelkorst werd oorspronkelijk beschreven als Parmelia strobilina door Duits botanicus Kurt Polycarp Joachim Sprengel in 1827.